# Caconda
Caconda é uma cidade e um município da província da Huíla, em Angola.
O município tem 4 715 km² e cerca de 186 mil habitantes. É limitado a norte pelos municípios da Ganda e do Longonjo, a leste pelos municípios de Caála e Chipindo, a sul pelo município de Chicomba e a oeste pelo município de Caluquembe.
O município é constituído pela comuna-sede, correspondente à cidade de Caconda, e pelas comunas de Gungue, Uaba e Cusse.

## História

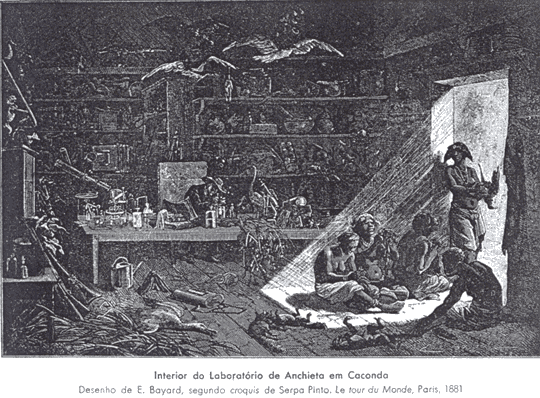
Laboratório do naturalista José Alberto de Oliveira Anchieta, localizado em Caconda, na segunda metade do século XIX.

Antes da vinda dos portugueses, a cidade de Caconda era a capital do Reino Galangue, formado entre o século XVI e XVII, o principal Estado com domínio sobre o norte da Huíla, basicamente nas faixas de terra entre os rios Cué e Cubango.
Com a chegada dos portugueses, em 1682, Caconda tornou-se o maior dos marcos de colonização inicial da Huíla. O posto colonial foi fundado inicialmente com base num acordo comercial com os galangues, que previa a construção da Fortaleza de Alva Nova (ou Alba Nova), que ficaria sob coordenação de um capitão-mor português.
Por quase 100 anos a presença colonial em Caconda era a mais bem estabelecida do interior angolano. Sustentava-se pelas trocas comerciais agrícolas e escravagistas, servindo como ponto de conexão seguro entre os reinos nhaneca-humbes do sul, os reinos ovimbundos do norte e os ganguelas do leste. Uma vez que os portugueses tentaram reafirmar seu controle sobre a região no século XVIII para utilizar a localidade como base contra os ovimbundos do planalto, a relação com os galangues da Caconda deteriorou-se na década de 1760, ocorrendo a expulsão dos lusitanos.
O ápice da tensão culminou na Guerra de Galangue (1768-1769), onde os lusitanos derrotaram o rei Caconda, conseguindo forçar a retomada da Fortaleza de Alva Nova (renomeada definitivamente para Fortaleza de Caconda). No mesmo ano, ao final da guerra contra o Reino Galangue, Portugal decide por instalar, junto à fortaleza, a "Missão Católica da Caconda" (ou Missão do Coração Imaculado de Maria da Caconda), sob coordenação do padre capuchinho Gabriel de Braga.
Em meados de 1845, o major João Francisco Garcia deslocou-se do povoado de Moçâmedes para Caconda encarregado de instalar um presídio junto à fortificação. Em 1850, cria-se um concelho com sede em Caconda, com o nome de Huíla, com major Garcia na qualidade de regente. Até essa altura, Caconda era a segunda entidade com estatuto jurídico-administrativo no sul de Angola (a mais velha é Moçâmedes), sendo, assim, a mais velha municipalidade huilense.
Em 1889, o padre Ernesto Lecomte, juntamente com missionários espiritanos, foi enviado para coordenar a missão junto à fortaleza. Porém, um ano depois ele transferiu a missão para um novo local, cinco quilómetros ao norte, no intuito de ampliar a assistência religiosa ali prestada. No entrono da missão fundou-se a actual porção norte da cidade de Caconda.
Em 1901, com a criação do distrito da Huíla (actual província de mesmo nome), o concelho e a localidade voltam a ter o nome de Caconda.
Em 1911 os missionários espiritanos foram designados para estabelecer missões junto ao traçado do Caminho de Ferro de Benguela, abandonado Caconda, que caiu ostracismo econômico. A Primeira Guerra Mundial e a fome que assolou o sul de Angola em 1915 e 1916 também foram fatores agravantes do período.
Na década de 1930 Caconda conseguiu retomar parte de sua importância, a partir da instalação de moinhos, oficinas e uma cerâmica. O marco do período foi a construção da nova igreja da Missão Católica da Caconda, inaugurada em 1932.

## Infraestruturas
Caconda é atravessada principalmente pelas rodovias EN-110, que a liga a Ganda (norte) e a Chicomba (sul), e; EN-354, que a liga a Cuíma (nordeste) e a Caluquembe (oeste). Além dessas, há a rodovia EC-270, que a liga a Chipindo (leste) e a EC-111, que a liga a Cutenda (sul).